# (7370) Krasnogolovets
(7370) Krasnogolovets es un asteroide perteneciente al cinturón de asteroides, descubierto el 27 de septiembre de 1978 por la astrónoma soviética Liudmila Chernyj desde el Observatorio Astrofísico de Crimea.

## Designación y nombre
Designado provisionalmente como 1978 SM5. Fue nombrado Krasnogolovets en honor al profesor ruso especializado en física de partículas elementales Mijaíl Aleksándrovich Krasnogolovets.